# الکترونیک شنیداری

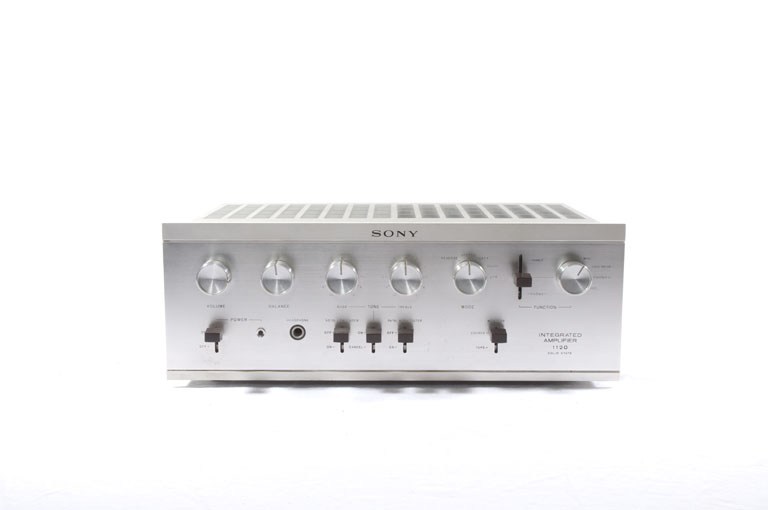
تقویت‌کننده شنیداری

الکترونیک شنیداری (به انگلیسی: Audio electronics) بکارگیری طراحی‌هایی از مدارهای الکترونیکی‌ای است که برای انجام تبدیل‌های سیگنال‌های موجی فشار/صدا به سیگنال‌های الکتریکی، یا برعکس استفاده می‌شوند. مدارهای الکترونیکی‌ای که بخشی از الکترونیک شنیداری در نظر گرفته می‌شوند نیز ممکن است برای بدست آوردن برخی عملیات‌های پردازش سیگنال طراحی شوند، تا برای اعمال تغییرات مشخصی به سیگنال در حالی که در شکل الکتریکی است به کار روند. افزون بر این، سیگنال‌های شنیداری را می‌توان به‌صورت مصنوعی بوسیله تولید سیگنال‌های الکتریکی از دستگاه‌های الکترونیکی ایجاد کرد. الکترونیک شنیداری به‌صورت سنتی از تکنیک‌های مدارهای الکتریکی آنالوگ طراحی می‌شدند تا پیشرفت‌ها در فناوری‌های دیجیتال توسعه یافتند. افزون بر این، سیگنال‌های دیجیتال را می‌توان با نرم‌افزارهای رایانه‌ای به کار گرفت، بسیار شبیه به آنچه که در دستگاه‌های الکترونیکی شنیداری به کار گرفته می‌شوند، و این موضوع به دلیل ماهیت دیجیتالی سازگار آن است. هر دوی فرمت‌های طراحی آنالوگ و دیجیتال هنوز امروزه به کار گرفته می‌شوند، و استفاده از یکی یا دیگری بستگی زیادی به کاربرد آن دارد.